# Zone libre (groupe)
Pour les articles homonymes, voir Zone libre (homonymie).
Zone libre est un groupe de free rock à géométrie variable structuré par Serge Teyssot-Gay (guitare) et Cyril Bilbeaud (batterie). Pour ses trois premiers albums, il accueille également Marc Sens (guitare) dans les rangs des musiciens.

## Albums

### Faites vibrer la chair(2006)
En 2006, Serge Teyssot-Gay et Cyril Bilbeaud enregistrent les albums instrumentaux Faites vibrer la chair, ainsi que la musique du film Magma de Pierre
Vinour avec Marc Sens (guitare). L'album, qui sort au format CD, est labellisé T-Rec.

### L'Angle mort(2009)
En 2009, Zone Libre accueille les voix et les textes des rappeurs Hamé (La Rumeur) et Casey (Anfalsh) sur le projet L'Angle mort. Celui-ci est décrit comme la « continuité » des collaborations précédentes entre La Rumeur et Serge-Teyssot Gay (Je Cherche, Je suis une bande ethnique à moi tout seul). L'album est labellisé par La Rumeur Records, le label indépendant créé par La Rumeur. La sortie de l'album est accompagnée de la mise en ligne de deux clips : L'Angle Mort (avec Hamé et Casey) et Purger ma peine (avec Casey). 
Les textes abordent divers sujets tels que la surveillance de masse et les présences policières massives dans les banlieues (L'Angle Mort, E.L.S.A), le poids des préjugés et du sinistre social dans les zones urbaines (Purger ma peine, 1/20, La chanson du Mort Vivant). Le premier titre de l'album (Les mains noires) rend également hommage à plusieurs penseurs dissidents tels que Kateb Yacine et Aimé Césaire. 
Très attendu avant sa sortie, l'album est accueilli favorablement par la critique,, qui souligne la percussion des textes et leur harmonie avec les musiques, plongeant l'auditeur dans une ambiance « pesante » (Libération).
La sortie de l'album est suivie d'une tournée d'une soixantaine de dates, dont certaines dans des festivals à forte renommée (Eurockéennes notamment). Peu avant la fin de la tournée, le rappeur Hamé quitte le groupe pour reprise d'études et départ aux États-Unis. Il est remplacé par B. James, du collectif Anfalsh, dont fait également partie Casey. À l'issue de la tournée, Serge Teyssot-Gay fait part de sa motivation complète pour poursuivre la collaboration de Zone Libre avec Casey et B. James.

### Les contes du chaos(2011)
En 2011, Zone Libre sort un album dans la continuité du précédent. Hamé n'étant pas disponible pour participer au projet – il est alors étudiant en cinéma aux États-Unis – B. James (Anfalsh) est appelé pour le remplacer. Le clip Aiguise moi ça est mis en ligne au moment de la sortie.

### Polyurbaine(2015)

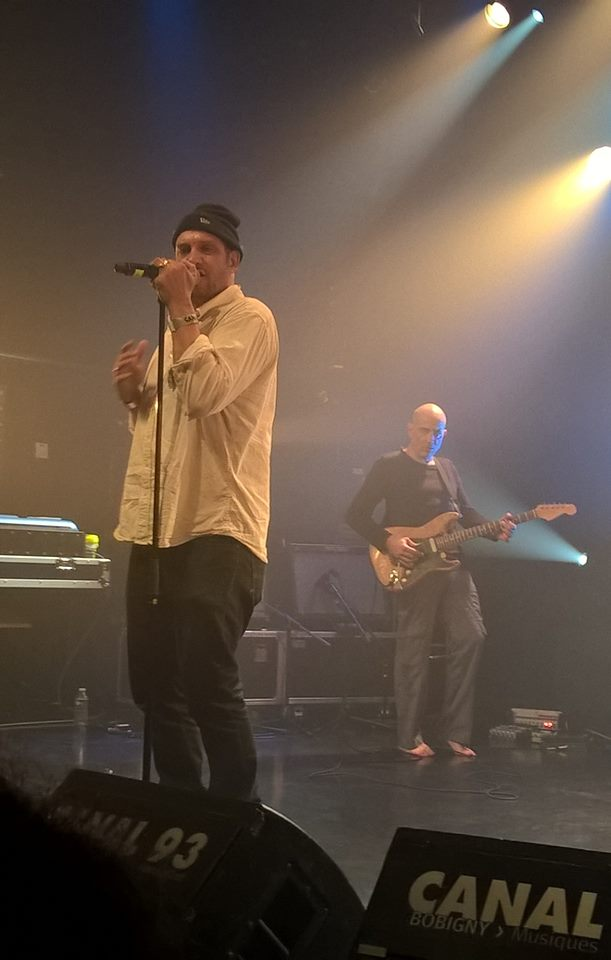
Mike Ladd (à gauche) et Serge Teyssot-Gay (à droite), lors du concert de Zone Libre PolyUrbaine au Canal 93 (Bobigny), le 8 mars 2016.

En 2014, Marc Nammour et Mike Ladd (voix et textes en français et en anglais, respectivement) rejoignent Zone Libre, sur invitation des deux membres du groupe. Le quartet travaille sur le projet Polyurbaine, mélange de musiques à sonorité énergiques, en fusionnant musiques orientales, africaines, rock et rap. En juillet, ils présentent en avant-première leur projet lors d'un concert au Festival Beauregard, près de Caen. En octobre 2015, le quartet sort Zone Libre Polyurbaine sous forme de CD et de disque vinyle. La sortie du disque a été précédée de la mise en ligne du clip du troisième morceau de l'album, La Montagne,. Bien que fuyant les canaux de diffusion classiques, conformément à la volonté de Serge Teyssot-Gay, l'album reçoit une critique très positive sur certains médias traditionnels, ou associatifs/indépendants,,,,,,. Le groupe part en tournée dans toute la France entre novembre et décembre. Zone Libre Polyurbaine est retenu dans les « 10 albums francophones de l'année 2015 » de RFI.
Début 2016, Serge Teyssot-Gay et Cyril Bilbeaud travaillent en collaboration avec Médéric Collignon (trompette) et Akosh Szelevényi (saxophone) pour  une nouvelle  version de l'album Polyurbaine. Le site de Serge Teyssot-Gay indique alors que les futurs concerts de Zone Libre pour 2016 se déclineront sous deux formes : Polyurbaine (configuration initiale du projet), et Kit de Survie (batterie, guitare, vents et voix). Les premières représentations de Polyurbaine Kit de Survie sont données lors de l'édition 2016 du festival d'Avignon, au musée Calvet.
L’album Kit de Survie [en milieu hostile] est enregistré au printemps 2017 et sort le 10 novembre de la même année.
Un film de Josselin Carré est consacré au groupe, filmé à Saint-Ouen (93) à l’occasion du festival Banlieues Bleues et produit par la Huit. 
Zone Libre en duo instrumental joue en cinés-concerts « Nosferatu, Tabou, Le cabinet du docteur Caligari, Dr Jeykill et Mr Hyde, 2001, l'Odyssée de l'espace (2001, l'Odyssée de l'espace) ».

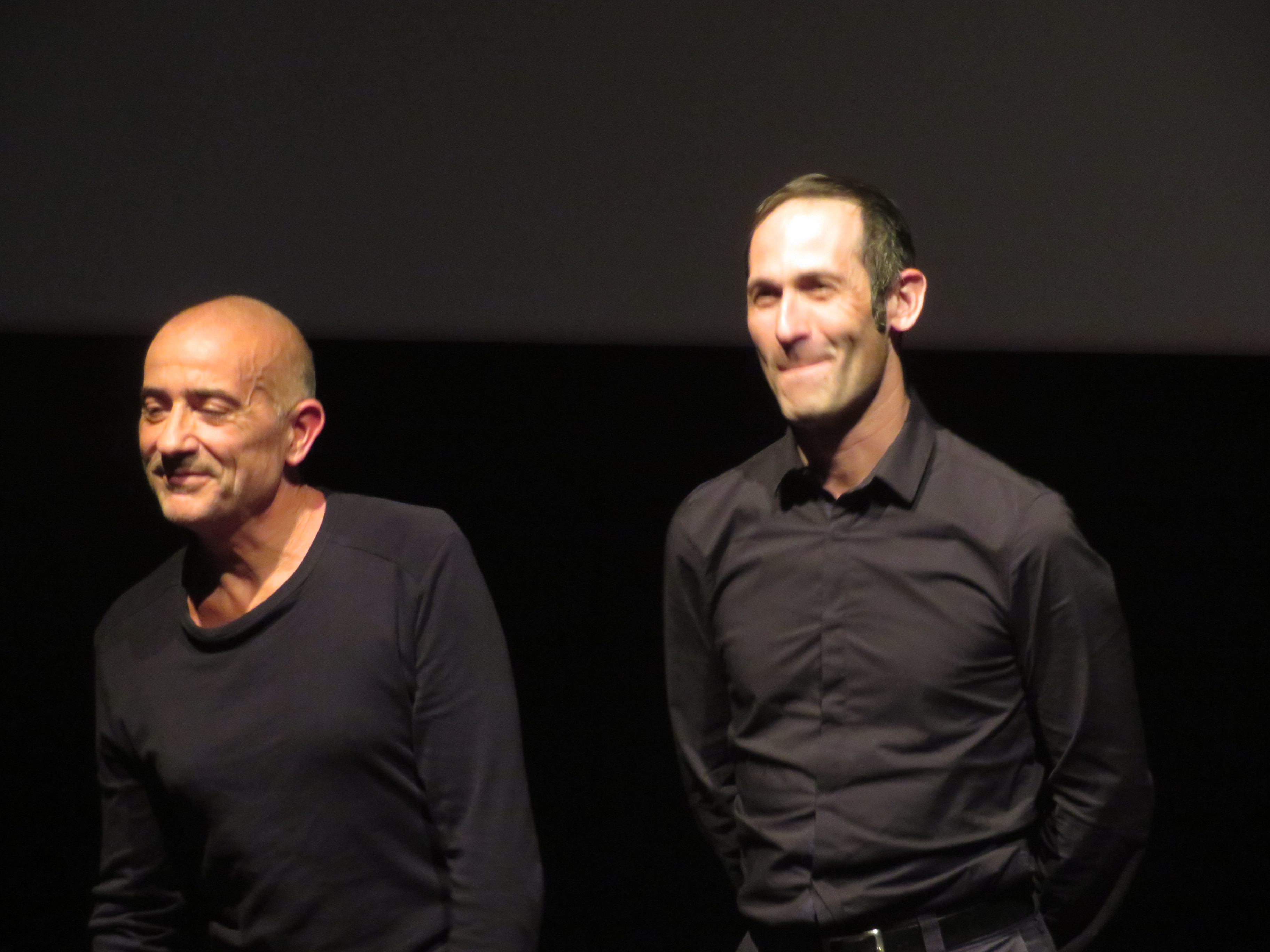
Le duo après un ciné-concert Dr Jeykill et Mr Hyde à Beauvais, le 03 11 2018.

### Debout dans les cordages(2017)
La suite de la collaboration avec Marc Nammour aboutit à un nouvel album sorti en novembre 2017, Debout dans les cordages, adaptation du texte d’Aimé Césaire Cahier d'un retour au pays natal.

## Discographie
- 2007 : Faites vibrer la chair
- 2009 : L'Angle mort (avec Casey et Hamé)
- 2011 : Les Contes du chaos (avec Casey et B. James)
- 2015 : Zone Libre PolyUrbaine (avec Mike Ladd et Marc Nammour)
- 2017 : Kit de Survie [en milieu hostile] (avec Mike Ladd, Marc Nammour, Médéric Collignon et Akosh Szelevényi)
- 2017 : Debout dans les cordages (avec Marc Nammour, adaptation d'un texte d'Aimé Césaire)